# 池田政和 (旗本)
池田 政和（いけだ まさかず）は、江戸時代後期の旗本。通称は鎗三郎、右京、内記。

## 略歴
文化8年（1811年）、旗本池田政行の嫡男として誕生した。
文政2年（1819年）、政行の死去により家督を相続し、寄合となる。嘉永3年（1861年）、御使番となり、布衣を着するを許される。安政3年（1856年）、駿府御目付となり、13代将軍徳川家定に御目見する。安政6年（1859年）、隠居し家督を次男の政樹に譲る。
慶応元年（1865年）死去。

## 系譜
- 父：池田政行（1788年 - 1819年）
- 母：奉子 - 池田政富養女、池田定常の娘
- 正室：大岡忠固の娘
- 生母不明の子女
  - 次男：池田政樹（1841年 - 1872年）